# BAIC Motor

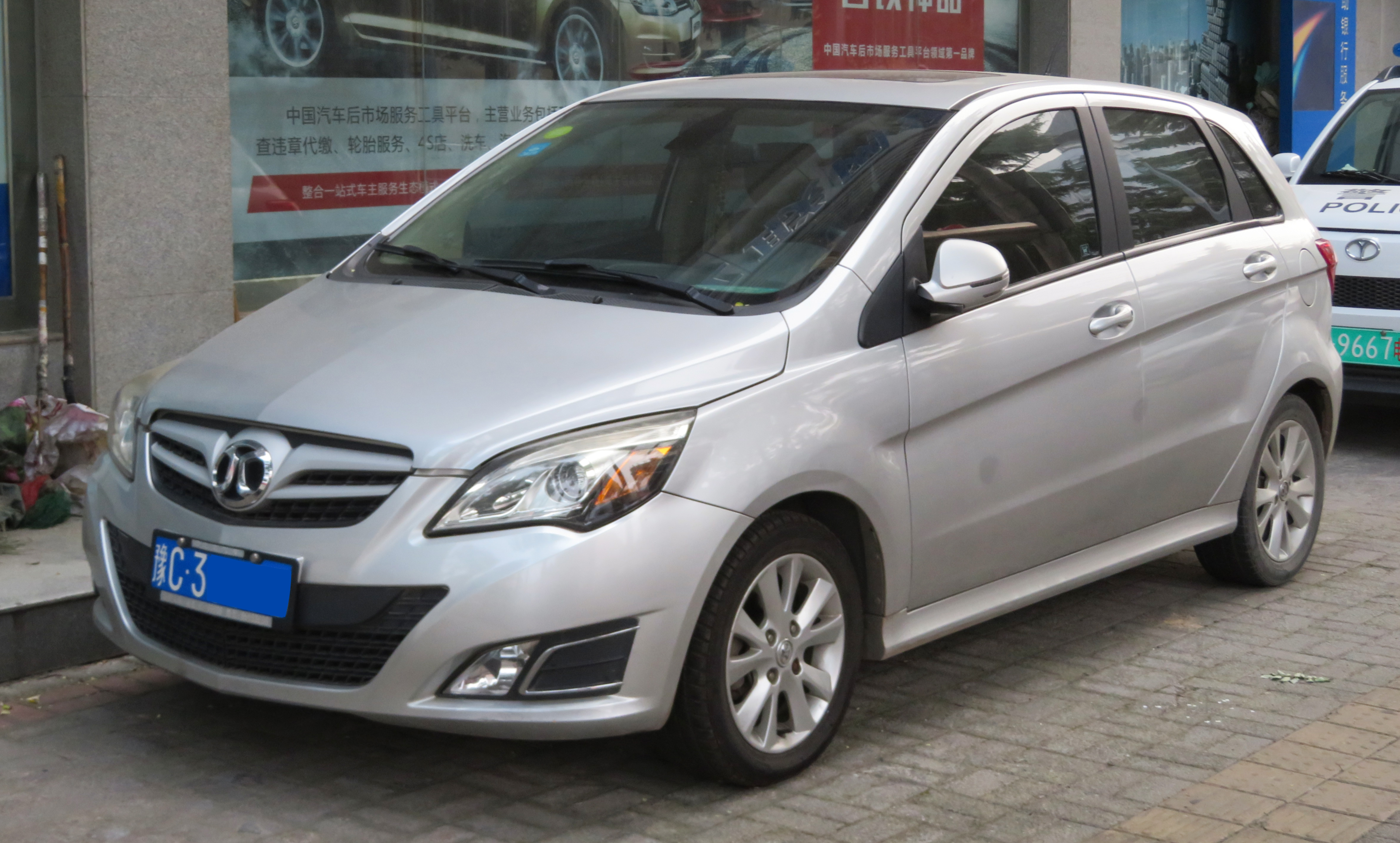
BAIC E150 (2013)

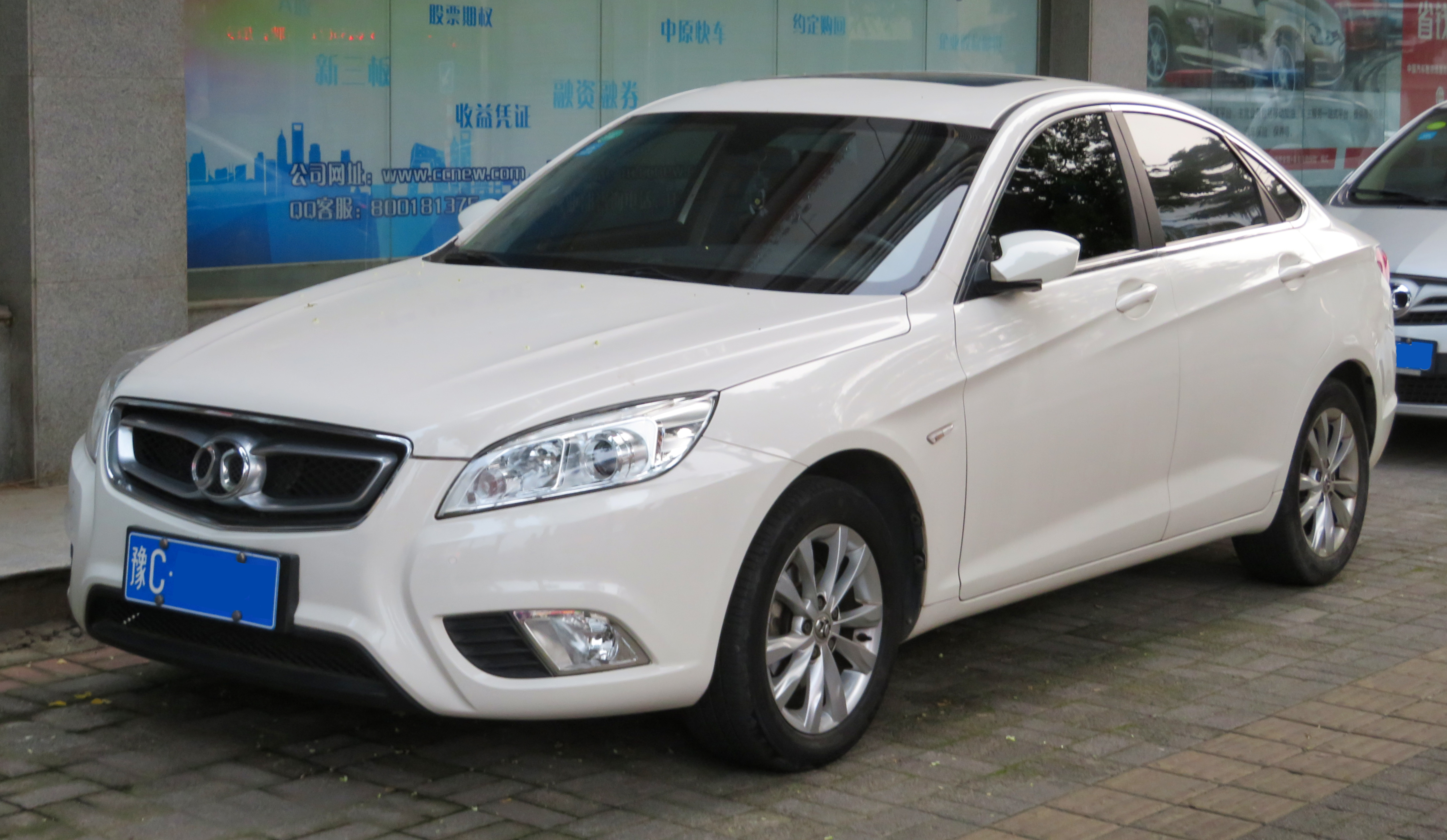
BAIC Senova D50 (2015)

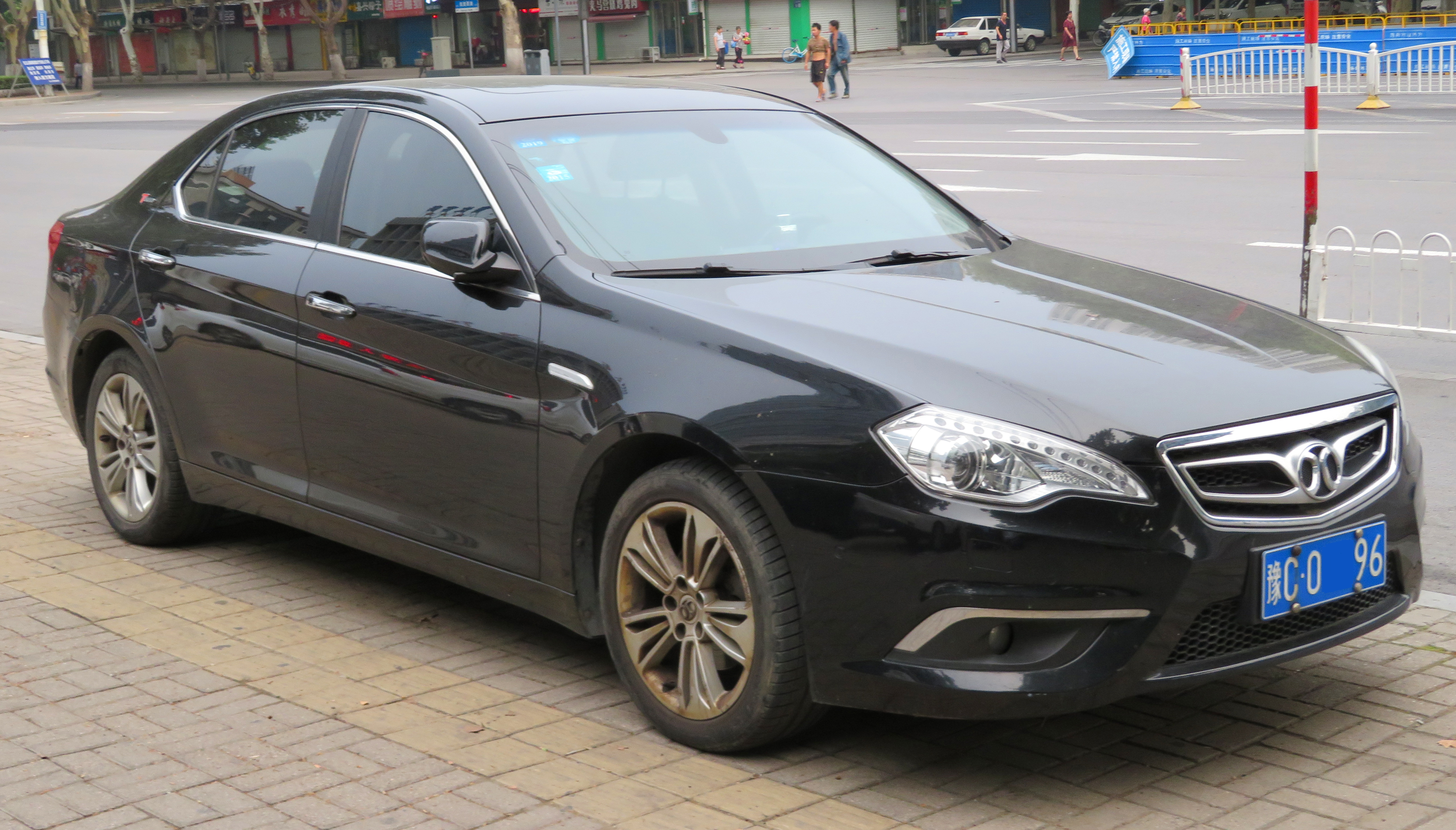
BAIC Senova D70 (2015)

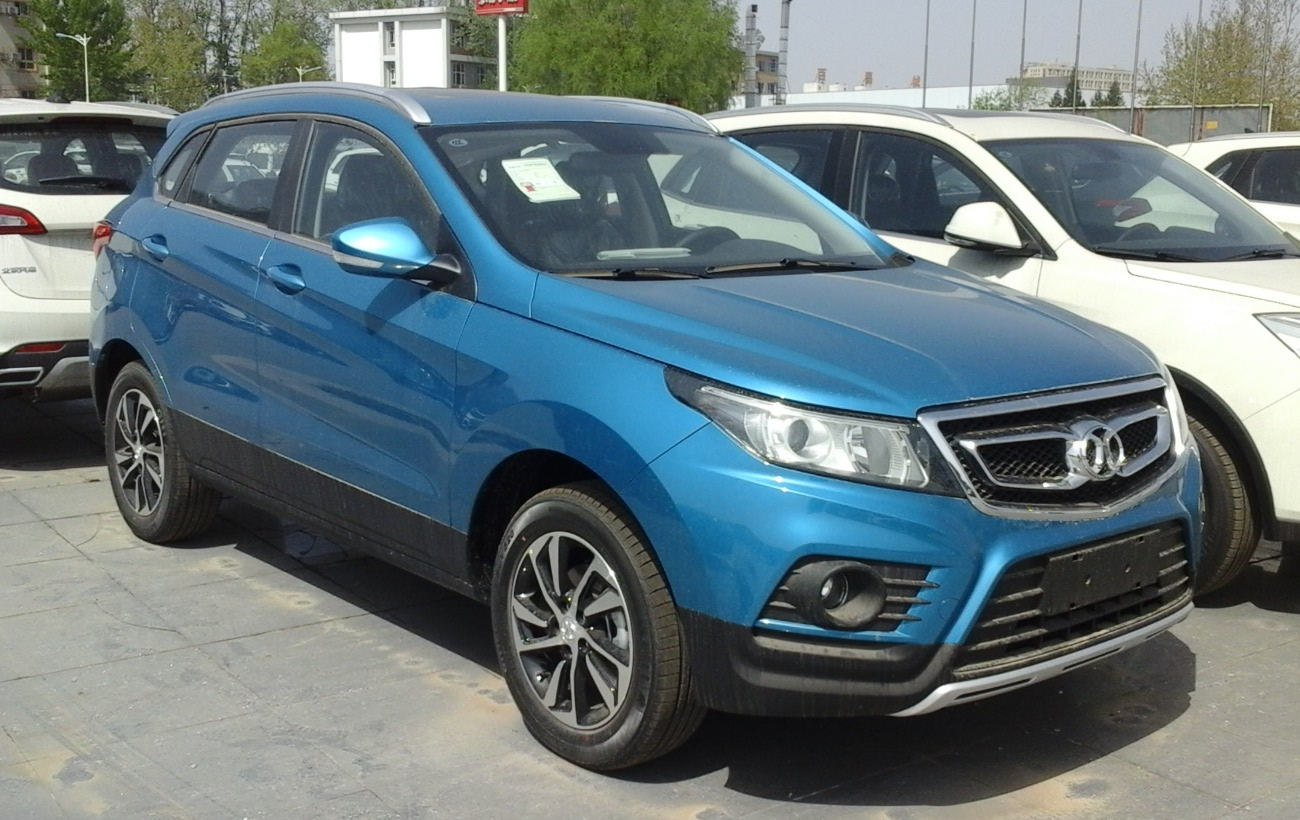
BAIC Senova X55 (2016)

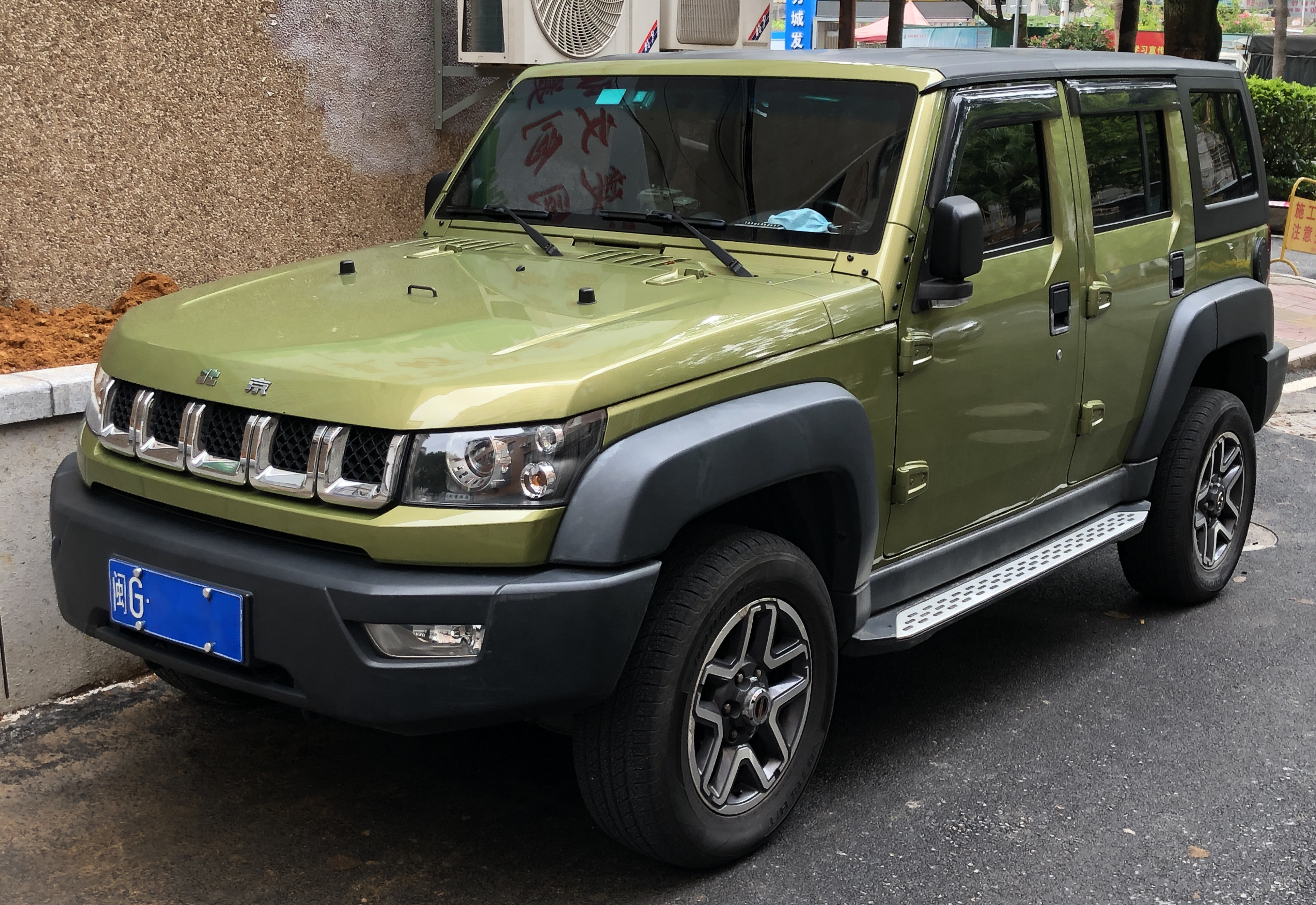
Beijing BJ40 (2017)

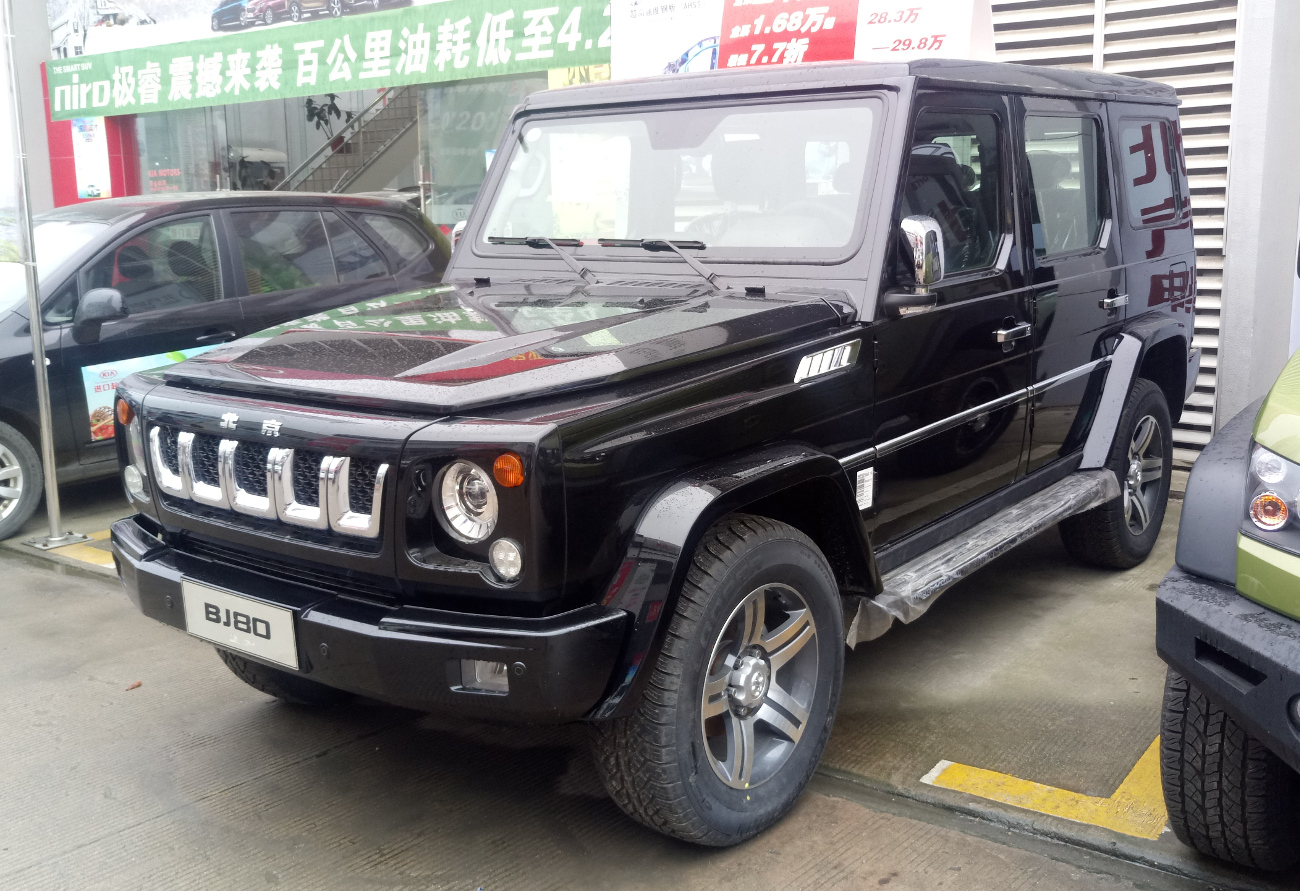
Beijing BJ80 (2017)

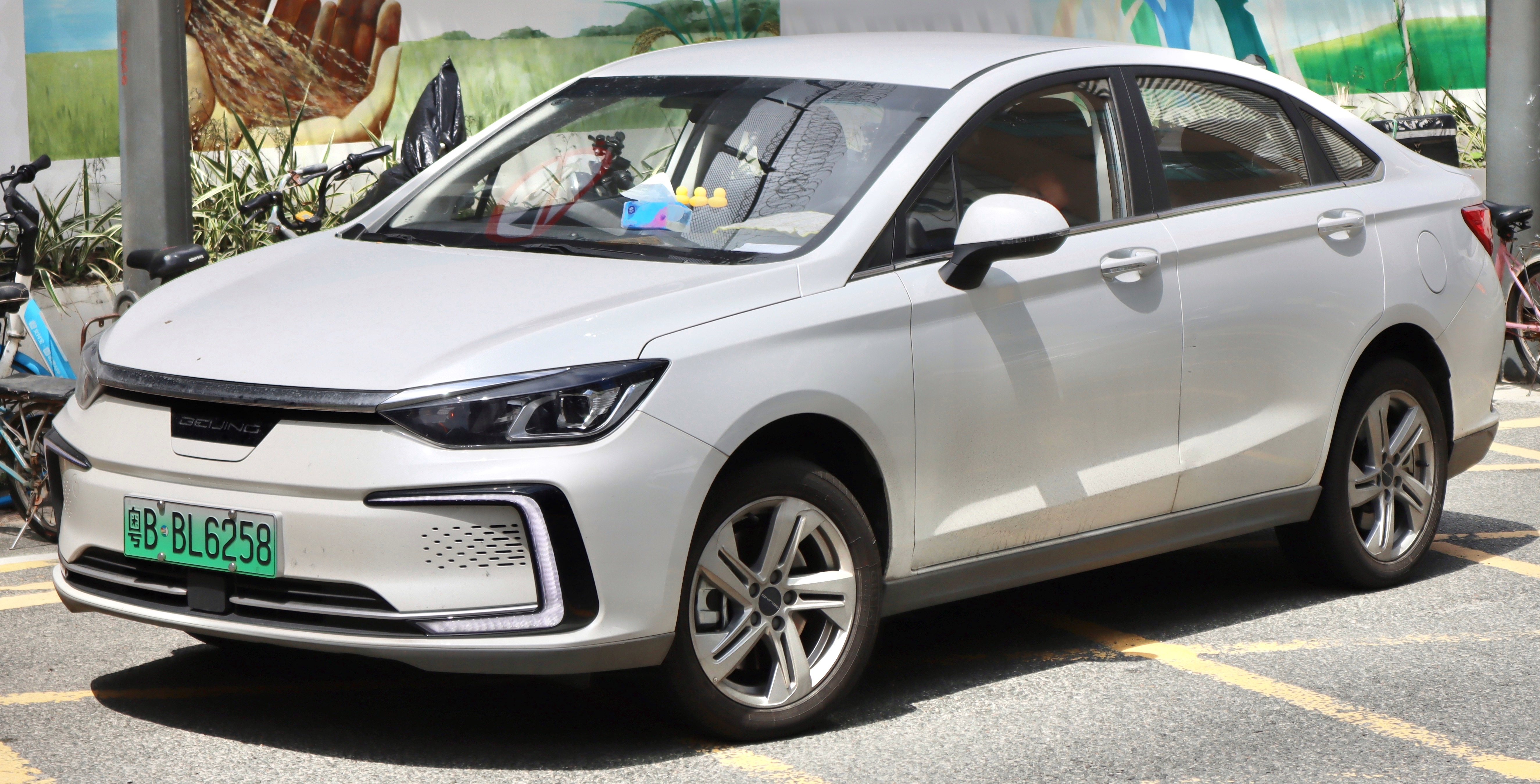
Beijing EU5 (2020)

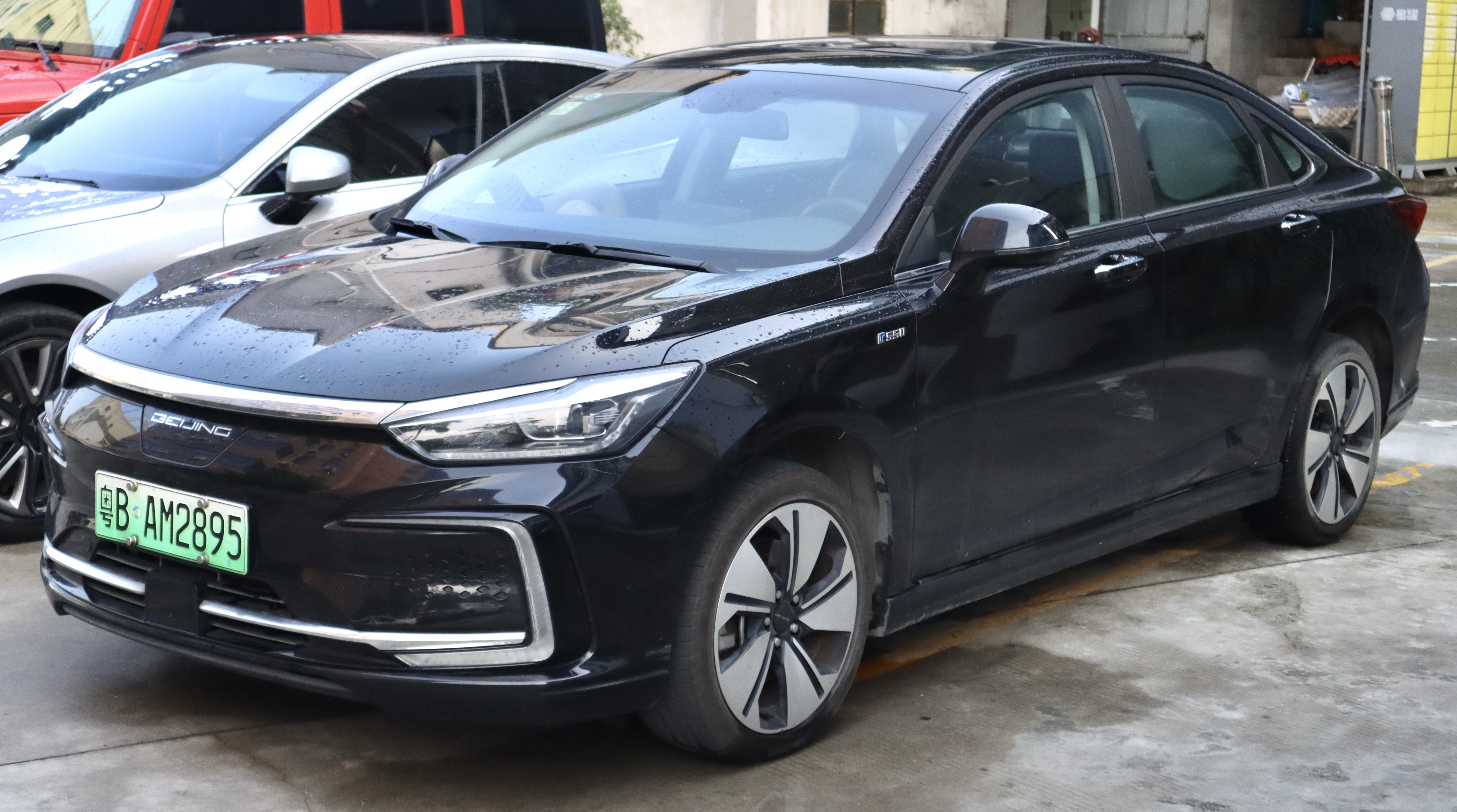
Beijing EU7 (2020)

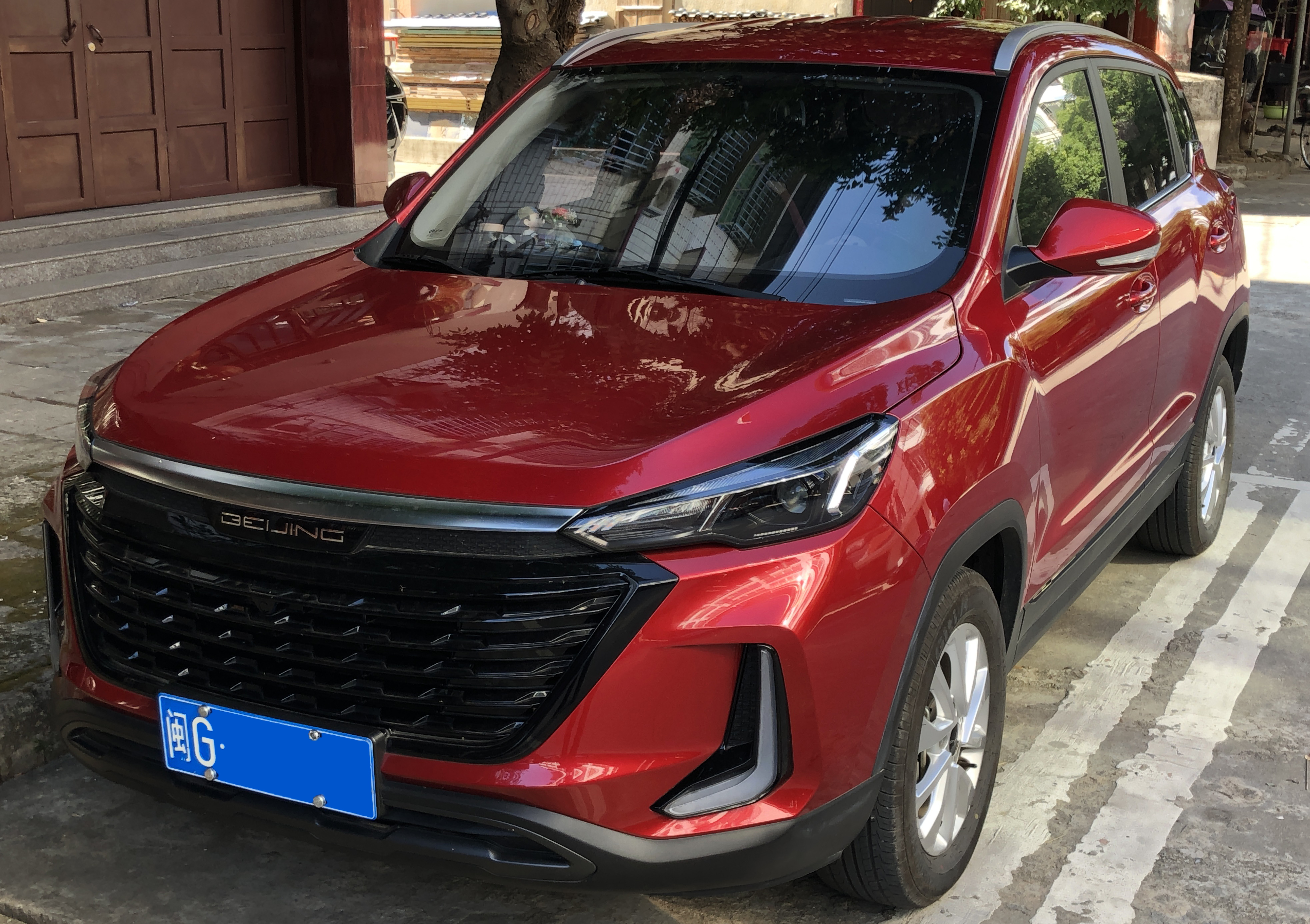
Beijing X3 (2021)

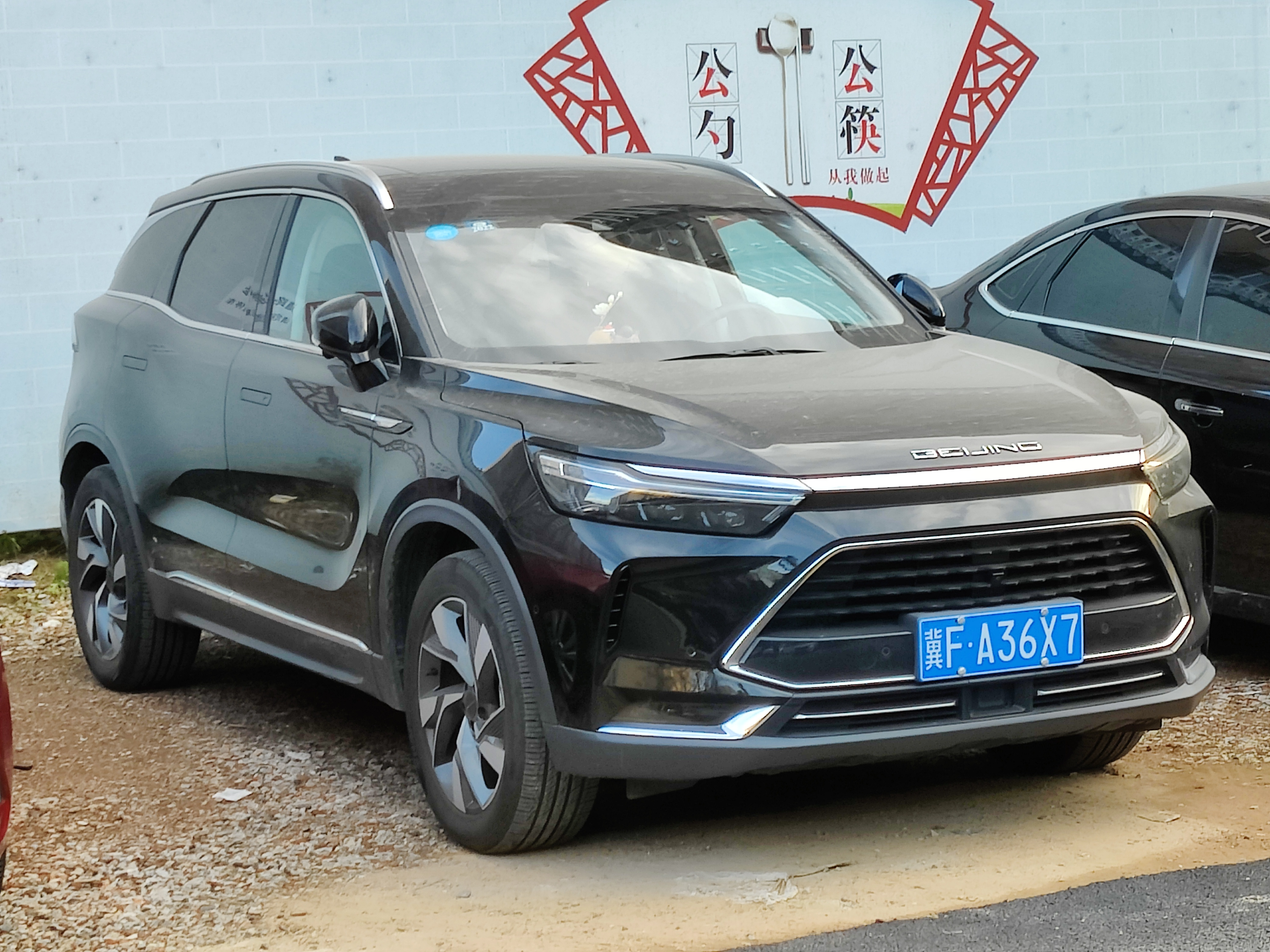
Beijing X7 (2021)

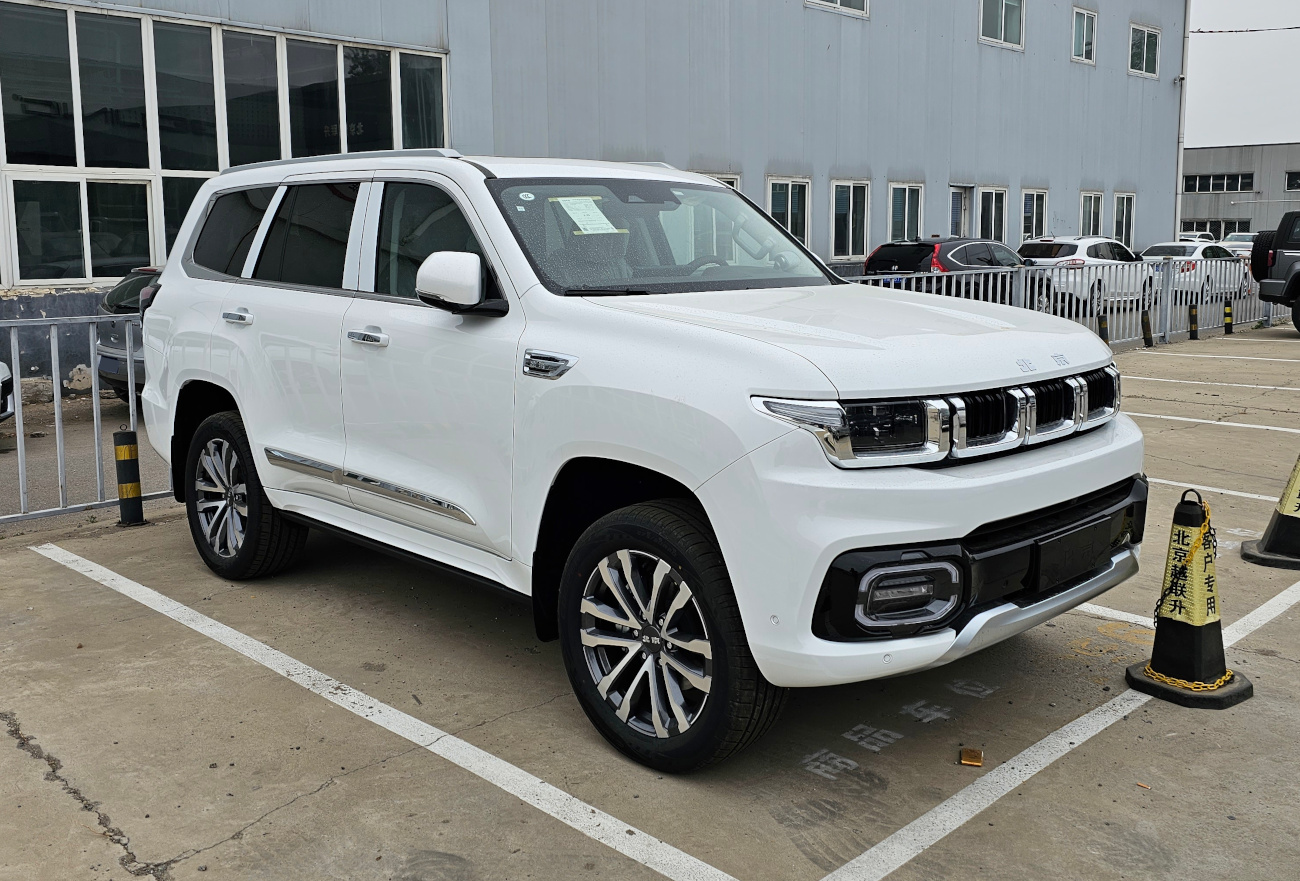
Beijing BJ60 (2022)

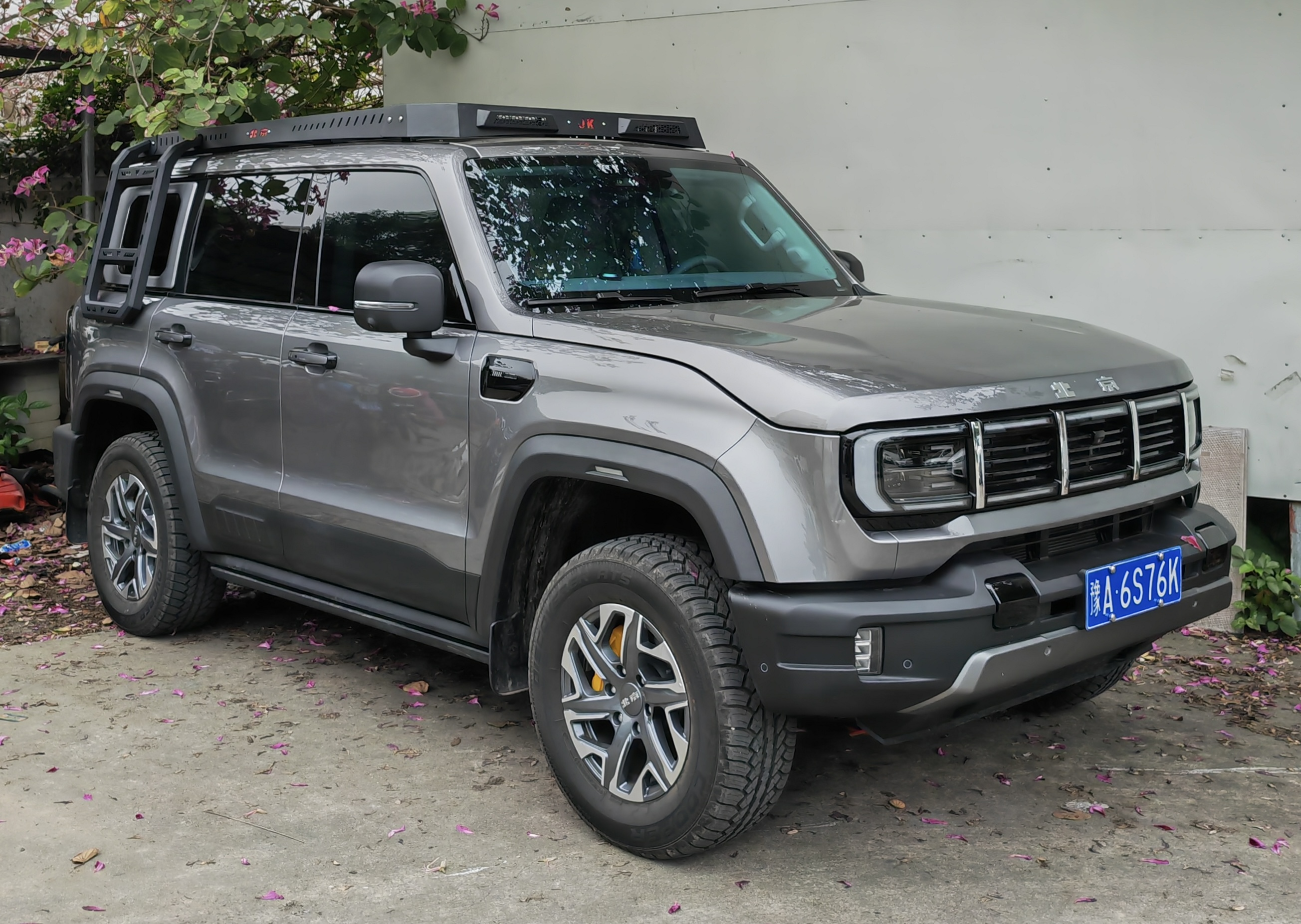
Beijing BJ40 (2023)

BAIC Motor (chiń. upr. 北京汽车) – chiński producent samochodów osobowych, z siedzibą w Pekinie, działający od 2010 roku. Należy do chińskiego koncernu BAIC Group.

## Historia
Pod koniec pierwszej dekady XXI wieku prezes BAIC Group Xu Heyi podjął decyzję o poszerzeniu zakresu działalności koncernu, wykraczając z dotychczasowego wytwarzania tylko samochodów innych marek w ramach spółek joint-venture. W tym celu zainwestowano 10 miliardów juanów w utworzenie w 2010 roku nowej filii BAIC Motor, która za cel obrała produkcję własnych samochodów pod marką BAIC. W opracowaniu pierwszych konstrukcji miało pomóc zakupienie w 2009 roku praw do technologii z modeli Saab 9-3 i Saab 9-5, w oparciu o tego drugiego budując przedprodukcyjny prototyp BAIC C70 w 2010 roku.
W marcu 2011 roku przedstawiono z kolei inny, przedprodukcyjny prototyp dużego samochodu terenowego o nazwie B61, jednak projekt ostatecznie zarzucono, a pierwszym samochodem BAIC została rodzina miejskich modeli E130/E150 zaprezentowana w lutym 2012 roku.

### BAIC Senova
W maju 2013 roku BAIC Motor zdecydował się nadać swoim kolejnym samochodom wspólną nazwę Senova (chn. 绅宝), tworząc w tym sposób submarkę. Pierwszym jej produktem została duża limuzyna D280/D320 zbudowana na nabytych 4 lata wcześniej podzespołach Saaba 9-5. Rok później zadebiutował z kolei średniej wielkości D50 wywodzący się z technologii mniejszego Saaba 9-3. W listopadzie 2014 ofertę BAIC Senova poszerzył jeszcze jeden nowy model w postaci średniej wielkości SUV-a X65. W kolejnych 2 latach portfolio poszerzały kolejne, mniejsze modele, które w 2018 roku zyskały także w pełni elektryczne odpowiedniki wytwarzane przez siostrzaną filię BAIC BJEV.

### Beijing Off-Road
W październku 2013 BAIC Motor zdywersyfikowało swoje portfolio modelowe, oprócz linii BAIC Senova tworząc także drugą, z pogranicza terenowych i SUV-ów - Bejing Off-Road. Pierwszym produktem został średniej wielkości model Beijing BJ40, wywodząc się z projektu oryginalnie opracowanego już w 2010 roku jako produkt pierwotnie mający nosić po prostu markę BAIC. W połowie drugiej dekady XXI wieku gamę poszerzyły kolejne modele, poczynając od najmniejszego i najtańszego BJ20 przedstawionego z końcem 2015 roku. W marcu 2016 roku z kolei pojawił się silnie inspirowany Mercedesem klasy G model Beijing BJ80 oraz flagowy Beijing BJ90 - tym razem oparty już na licencjonowanej technologii Mercedesa. Przez kolejne 7 lat gama Beijing Off-Road pozostała bez większych modernizacji, co przerwano dopiero w listopadzie 2022 roku prezentując duży terenowy model BJ60. Po dekadzie produkcji, w listopadzie 2023 zadebiutowała z kolei druga generacja modelu BJ40.

### Beijing
W 2020 roku chiński BAIC Motor przeprowadził zmiany w swojej polityce nazewniczej, rezygnując zarówno z dotychczas istniejącej linii modelowej BAIC Senova, jak i oferujących modele elektryczne submarki BAIC BJEV. W zamian obie je objęto je stosowaną już dla linii "Off-Road" wspólną marką Beijing - z różnicą co do zapisu nazwy, która dla modeli osobowych przyjęła postać stylizowanych liter łacińskich. Choć pierwszym modelem po tych zmianach został przedstawiony w kwietniu 2020 średniej wielkości SUV Beijing X7, tak oficjalna inauguracja rebrandingu miała miejsce dopiero w lipcu tego samego roku. Wtedy zadebiutowały kolejne modele, jak np. kompaktowy Beijing U5, wcześniej noszący nazwę BAIC Senova D50.
W kwietniu 2021 roku podczas wystawy samochodowej Shanghai Auto Show marka Beijing przedstawiła zmodernizowaną rodzinę modelową U5 i EU5, które poza zmodernizowanym wyglądem nadwozia zyskały także nowe nazwy zgodne z trendem obecnym na chińskim rynku - zyskując dodatkowy człon Plus. W listopadzie tego samego 2021 roku zaprezentowano z kolei całkowicie nowy model Beijing X6 będący kluczowym elementem globalnej ekspansji firmy.

### Zasięg rynkowy
W połowie drugiej dekady XXI wieku BAIC Motor rozpoczęło ekspansję na rynkach zagranicznych pod jednolitą marką BAIC, przewidując w jej ramach nie tylko produkty BAIC Senova i Beijing, ale i pokrewnych marek koncernu BAIC Group jak Weiwang. Jednym z pierwszych regionów, gdzie chiński producent uruchomił autoryzowaną sprzedaż, zostało Chile w listopadzie 2014 roku. W 2015 roku operacje poszerzono o kraje Azji Wschodniej na czele z Filipinami, w 2016 roku import samochodów BAIC objął Niemcy, a dwa lata później działalność objęła kraje afrykańskie, na czele z otwarciem zakładów produkcyjnych w RPA. W 2018 roku BAIC działał w 53 różnych państwach na całym świecie.
Po zmianach w nazewnictwie modeli w 2020 roku, firma zachowała ich oryginalny znak towarowy Beijing, dalej oferując je jednak na eksport pod zbiorczą marką BAIC. Kontynuowano przy tym ekspansję na kolejne rynku, w 2023 roku rozpoczynając oficjalną sprzedaż i lokalną produkcję w Rosji, a także autoryzowaną sprzedaż na terenie m.in. Polski.

## Modele samochodów

### Obecnie produkowane

#### Samochody osobowe
- U5 Plus
- U7

#### Samochody elektryczne
- EU5
- EU5 Plus
- EU7

#### Crossovery
- X3
- X5
- X6
- X7

#### SUV-y
- BJ30
- BJ40
- BJ60
- BJ80

### Historyczne

#### BAIC
- E130 (2012–2014)
- E150 (2012–2014)

#### BAIC Senova
- D280 (2013–2014)
- D320 (2013–2014)
- D80 (2014–2017)
- CC (2014–2017)
- X65 (2014–2017)
- D60 (2014–2017)
- D20 (2014–2020)
- D50 (2014–2020)
- D70 (2014–2020)
- X25 (2015–2020)
- X35 (2016–2019)
- X55 (2015–2019)
- Zhida (2019–2020)
- Zhixing (2019–2020)

#### Beijing
- EX5 (2020)
- BJ20 (2016–2020)
- EX3 (2020–2022)
- BJ90 (2019–2023)
- U5 (2020–2023)

### Studyjne
- BAIC C70 (2010)
- BAIC B90 (2010)
- BAIC B61 (2011)
- BAIC C60F Concept (2012)
- BAIC C51X Concept (2012)
- BAIC Concept 900 (2013)
- BAIC BJ100 (2014)
- BAIC BJ20 (2015)
- BAIC OFFspace (2017)
- Beijing Radiance Concept (2021)